# József Szabó (football, 1956)
Pour les articles homonymes, voir József Szabó.
József Szabó est un footballeur hongrois devenu entraîneur né le 31 janvier 1956 à Dorog. Il évoluait au poste d'attaquant.

## Biographie

### Joueur
Il évolue notamment dans les clubs du Dorogi FC et du Videoton en Hongrie, et à l'Iraklis Thessalonique en Grèce,.
Il est l'un des meilleurs buteurs de la Coupe UEFA 1984-1985 avec 7 buts inscrits, avec Videoton, il est lors de cette édition finaliste.

### Entraîneur
Durant l'année 1997, il entraîne Videoton.

## Palmarès
Avec Videoton :
- Finaliste de la Coupe UEFA en 1985